# Засуджений жити
«Засуджений жити» (англ. Condemned to Live) — американський фільм жахів режисера Френка Р. Стрейєра 1935 року.

## Сюжет
Доктор Крістан розслідує серію вбивств, скоєних у невеликому містечку. Жителі звинувачують у злочинах величезного кажана, але доктор переконаний, що в місті завелася якась більш небезпечна нечисть.

## У ролях
- Ральф Морган — доктор Пол Крістіан
- Педро Де Кордоба — доктор Андерс Бізет
- Максін Дойл — Маргарит Мейн
- Расселл Глісон — Девід
- Міша Ауер — Зан, горбань
- Люсі Бомонт — мати Моллі
- Карл Стокдейл — Джон Мейн
- Барбара Бедфорд — Марта Крістан
- Роберт Фрейзер — доктор Дюпрез